# Sidarta Ribeiro
Sidarta Tollendal Gomes Ribeiro (Brasilia, 16 de abril de 1971) es un neurocientífico, divulgador y escritor brasileño, actual director del Instituto del Cerebro en la Universidade Federal do Rio Grande do Norte (UFRN). Es especialista en el ámbito de los sueños en el que ha escrito el libro de 2019 El oráculo de la noche. Historia y ciencia de los sueños. Ribeiro cuenta con una larga lista de distinciones, siendo miembro de la Academia Latinoamericana de Ciencias desde 2016, editor de las revistas PLOS One, contribuidor de Folha de S. Paulo y miembro de la Sociedade brasileira para o Progresso da Ciência, la Latin American School of Education, Cognitive and Neural Sciences y el Centro de Pesquisa, Inovação e Difusão em Neuromatemática, entre otros.

### No ficción
- Maconha, Cérebro e Saúde (Editora Vieira e Lent, 2007; Yagé, 2019) - con Renato Malcher-Lopes
- Limiar (Nova edição: Companhia das Letras, 2020)
- O Oráculo da Noite - A História e a Ciência do Sonho (Companhia das Letras, 2021)
- Sonho Manifesto: Dez exercícios urgentes de otimismo apocalíptico (Companhia das Letras, 2022)

### Ficción
- Entendendo as Coisas (L&PM, 1998).

## Premios
- Medical Innovation Award: Innovation in Diagnostic Medicine Category, Abril & Dasa, 2018
- Premio SUS, Ministerio de Salud de Brasil (2017)
- Premio Celso Furtado por el Ministerio de Integración Nacional de Brasil (2017)
- Latin American Research Award de Google (2017)
- Exemplifying the Mission of the International Mind, Brain and Education Society, International Mind de IMBES (2014)
- Premio Trip Transformadores de TRIP Editora (2007)
- Pew Latin American Fellowship in the Biomedical Sciences, Pew Foundation (2001)
- Premio Guimarães Rosa de Radio France Internationale (1996)